# Almindelig knopurt
Almindelig knopurt (Centaurea jacea) er en 20-70 cm høj urt, der vokser langs veje og på skrænter og høje enge.

## Beskrivelse
Almindelig knopurt er en flerårig urt, der har en stiv, opret og forgrenet vækst. Stænglerne er furede og behårede. De grundstillede blade er ægformede og tandede eller fligede. Stængelbladene sidder spredt og de er lancetformede og helrandede. Oversiden er grågrøn, mens undersiden er lysere og mere grå.
Blomstringen sker i juli-september, hvor man ser de endestillede blomsterkurve med rørformede blomster. De enkelte blomster er røde og uregelmæssige. Frugten er en nød, som enten har en meget kort fnok, eller som mangler den.
Rodnettet består af en kort, lodret rodstok og et tæt forgrenet bundt af trævlerødder.
Højde x bredde og årlig tilvækst: 0,50 x 0,25 m (50 x 25 cm/år).

## Voksested
Arten hører hjemme i Mellemøsten, Lilleasien og Europa, herunder Danmark, hvor den er almindelig bortset fra Vestjylland. Desuden er den naturaliseret i Nordamerika. Den foretrækker voksesteder i fuld sol eller let skygge på fugtig, lerholdig og humusrig jordbund.
På Kanalvolden ved Løgstør findes den sammen med bl.a. aftenpragtstjerne, alm. agermåne, bakketidsel, blåhat, blåmunke, cikorie, hjertegræs, alm. kamgræs, alm. katost, alm. kællingetand, alm. pimpinelle, voldtimian, bakkejordbær, bidende stenurt, bugtet kløver, dunet vejbred, farvegåseurt, flerfarvet ærenpris, gul fladbælg, gul snerre, knoldet mjødurt, liden klokke, liden skjaller, markkrageklo, prikbladet perikon, sød astragel og vellugtende gulaks .
| Portal | Portal:Botanik |

## Note
1. ↑  Jens Christian Schou: Kanalvolden mellem Løgstør og Lendrup